# Symphonie no 4 de Bax
Pour les articles homonymes, voir Symphonie no 4.
La Symphonie no 4 a été composée par Arnold Bax en 1930. Il dédia l'œuvre à Paul Corder (en), lui-même compositeur et fils de Frederick Corder, son professeur de composition à la Royal Academy of Music.

## Contexte de l'œuvre
Composée à Morar (en) à la fin de l'année 1930, la quatrième symphonie s'inscrit dans une période cruciale de la vie sentimentale de Bax. C'est dans les paysages marins de l'Atlantique que le compositeur puise son inspiration depuis de nombreuses années (Tintagel, 1917), tant pour sa musique que pour la plupart de ses histoires irlandaises, écrites sous le pseudonyme de Dermot O'Byrne.
À partir des années 1930, Arnold Bax se rend régulièrement l'hiver sur la côte ouest de l'Écosse à Morar, où il descend à l'Hôtel de la gare, et où il orchestre ses symphonies (à partir de la symphonie no 3) esquissées à Londres. C'est en 1931 que le compositeur achève sa quatrième symphonie. Elle est créée à San Francisco le 16 mars 1932 par l'Orchestre symphonique de San Francisco sous la direction de Basil Cameron (en). La première exécution anglaise eut lieu à Londres en décembre de la même année, sous la baguette de Malcolm Sargent.

## Structure
L'œuvre se compose de trois mouvements :
1. Allegro moderato
2. Lento moderato – Piu mosso – Poco largemente – Tempo I
3. Allegro – Allegro scherzando – Piu largamente – Vivo (Tempo di marcia trionfale)

## L'effectif orchestral
Il comprend un piccolo, trois flûtes, deux hautbois, un cor anglais, trois clarinettes, une clarinette basse, deux bassons, un contrebasson, six cors, trois trompettes, trois trombones, un tuba, un tuba ténor, des timbales, une grosse caisse, une caisse claire, un tambourin, des cymbales, un gong, un xylophone, un glockenspiel, un célesta, un orgue, une harpe et cordes.

## Analyse

### Premier mouvement
Le premier mouvement s'ouvre par un thème fortement marqué, soutenu par un mi bémol grave aux contrebasses, aux bassons et au contrebasson, ainsi que par une pédale d'orgue de seize pieds. La figuration de la mer déferle et revient en arrière avant de conduire à un troisième élément caractéristique à l'aspect écossais, matériau qui est développé avant l'apparition d'une mélodie de hautbois accompagnée de clarinettes, suivie d'une mélodie de flûte à laquelle se joignent des bois et quatre violoncelles solistes, le deuxième groupe de sujets. Le développement de ces idées comprend un allegretto semplice enjoué avant que l'atmosphère initiale ne soit rétablie.

### Deuxième mouvement
Le mouvement lent, comme l'a souligné Lewis Foreman, contient des références motiviques et des réminiscences de la Romance pour piano (1918), écrite pour Harriet Cohen, mais vraisemblablement associée aujourd'hui à Mary Gleaves. La longue mélodie du mouvement lent en mi majeur est introduite par les bois, évoquant à nouveau la mer, puis monte en puissance avec des moments qui semblent à nouveau évoquer l'Écosse et la côte ouest.

### Troisième mouvement
L'allegro final fait irruption dans la sérénité finale du mouvement lent, son ouverture stravinskienne agitée cédant la place à une marche et au son de trompettes lointaines. Un passage pour bois et violon solo permet un émouvant relâchement de la tension, la mélodie du hautbois étant reprise ensuite par les violoncelles et les premiers violons. Un allegro scherzando conduit à un solo de flûte qui nous rappelle encore doucement l'Écosse, avant une marche triomphale finale qui rassemble les idées précédentes en conclusion.

## Enregistrements
Il existe quatre enregistrements commerciaux de cette symphonie :
- Vernon Handley (1930 - 2008) l'enregistra en 1965 avec l'Orchestre philharmonique de Guildford.
- Bryden Thomson (1928 - 1991) enregistra l'intégralité des symphonies de Bax entre 1983 et 1988, avec l'Orchestre philharmonique de Londres et l'Orchestre d'Ulster, pour le label Chandos (parution de l'intégrale, 1990). La 4e symphonie de Bax est d'ailleurs la seule des sept que Thomson enregistra avec l'orchestre d'Ulster. Cet enregistrement eut lieu les 10 et 11 avril 1983 au Ulster Hall à Belfast, sa durée est 41 min 33 s (17 min 13 s-13 min 45 s-10 min 35 s).
- David Lloyd-Jones enregistra l'intégrale des symphonies avec l'Orchestre national royal d'Écosse pour le label Naxos entre 1995 et 2002. La 4e fut enregistrée en août 2000. Minutage : 39 min 28 s (16 min 08 s-12 min 53 s-10 min 26 s).
- Vernon Handley récidiva en décembre 2002 dans le cadre de son intégrale gravée avec l'Orchestre philharmonique de la BBC pour Chandos à l'occasion de la commémoration de cinquantenaire de la mort du compositeur en 2003. Le minutage total est : 38 min 19 s (15 min 35 s-12 min 45 s-9 min 50 s).